# Liste des signaux routiers de prescription en France
Les signaux routiers de prescription en France se répartissant en signaux d’interdiction, d’obligation, de fin d’interdiction, de fin d’obligation et de prescription zonale.

## Signaux d’interdiction

B0. Circulation interdite à tout véhicule dans les deux sens.
B1. Sens interdit à tout véhicule.
B1. Sens interdit à tout véhicule, répétition sur voie d'accès à route à chaussées séparées.
B2a. Interdiction de tourner à gauche à la prochaine intersection.
B2b. Interdiction de tourner à droite à la prochaine intersection.
B2c. Interdiction de faire demi-tour sur la route suivie jusqu’à la prochaine intersection.
B3. Interdiction de dépasser tous les véhicules à moteur autres que ceux à deux roues sans side-car.
B3a. Interdiction aux véhicules de transports de marchandises de doubler[Note 1]
B4. Arrêt au poste de douane.
B5a. Arrêt au poste de gendarmerie.
B5b. Arrêt au poste de police.
B5c. Arrêt au poste de péage.
B6a1. Stationnement interdit.
B6a2. Stationnement interdit du 1er au 15 du mois.
B6a3. Stationnement interdit du 16 à la fin du mois.
B6d. Arrêt et stationnement interdits.
B7a. Accès interdit aux véhicules à moteur à l’exception des cyclomoteurs.
B7b. Accès interdit à tous les véhicules à moteur.
B8. Accès interdit aux véhicules affectés au transport de marchandises.
B9a. Accès interdit aux piétons.
B9b. Accès interdit aux cycles.
B9c. Accès interdit aux véhicules à traction animale.
B9d. Accès interdit aux véhicules agricoles à moteur.
B9e. Accès interdit aux voitures à bras à l’exclusion de celles visées à l’article R. 412-34 du code de la route.
B9f. Accès interdit aux véhicules de transport en commun de personnes.
B9g. Accès interdit aux cyclomoteurs.
B9h. Accès interdit aux motocyclettes et motocyclettes légères, au sens de l’article R.311-1 du code de la route.
B9i. Accès interdit aux véhicules tractant une caravane ou une remorque de plus de 250 kg[Note 2]
B10a. Accès interdit aux véhicules dont la longueur est supérieure au nombre indiqué[Note 3]
B11. Accès interdit aux véhicules dont la largeur, chargement compris, est supérieure au nombre indiqué.
B12. Accès interdit aux véhicules dont la hauteur, chargement compris, est supérieure au nombre indiqué.
B13. Accès interdit aux véhicules dont le poids total autorisé en charge ou le poids total roulant autorisé excède le nombre indiqué[Note 4]
B13a. Accès interdit aux véhicules pesant sur un essieu plus que le nombre indiqué.
B14. Limitation de vitesse.
B15. Cédez le passage à la circulation venant en sens inverse.
B16. Signaux sonores interdits.
B17. Interdiction aux véhicules de circuler sans maintenir entre eux un intervalle au moins égal au nombre indiqué.
B18a. Accès interdit aux véhicules transportant des marchandises explosives[Note 5]
B18b. Accès interdit aux véhicules transportant des marchandises susceptibles de polluer les eaux[Note 6]
B18c. Accès interdit aux véhicules transportant des marchandises dangereuses[Note 7]
B19. Autres interdictions dont la nature est indiquée par une inscription sur le panneau.

## Signaux d’obligation

B21-1. Obligation de tourner à droite avant le panneau.
B21-2. Obligation de tourner à gauche avant le panneau.
B21a1. Contournement obligatoire par la droite.
B21a2. Contournement obligatoire par la gauche.
B21b. Direction obligatoire à la prochaine intersection : tout droit.
B21c1. Direction obligatoire à la prochaine intersection : à droite.
B21c2. Direction obligatoire à la prochaine intersection : à gauche.
B21d1. Directions obligatoires à la prochaine intersection : tout droit ou à droite.
B21d2. Directions obligatoires à la prochaine intersection : tout droit ou à gauche.
B21e. Directions obligatoires à la prochaine intersection : à droite ou à gauche.
B22a. Piste ou bande obligatoire pour les cycles sans side-car ou remorque (Pour la piste ou bande conseillée voir C113).
B22b. Chemin obligatoire pour piétons.
B22c. Chemin obligatoire pour cavaliers.
B25. Vitesse minimale obligatoire.
B26. Chaînes à neige obligatoires sur au moins deux roues motrices.
B27a. Voie réservée aux véhicules des services réguliers de transport en commun.
B27b. Voie réservée aux tramways.
B29. Autres obligations dont la nature est mentionnée par une inscription sur le panneau.

## Signaux de fin d’interdiction

B31. Fin de toutes les interdictions précédemment signalées, imposées aux véhicules en mouvement.
B33. Fin de limitation de vitesse.
B34. Fin d’interdiction de dépasser notifiée par le panneau B3.
B34a. Fin d’interdiction de dépasser notifiée par le panneau B3a.
B35. Fin d’interdiction de l’usage de l’avertisseur sonore.
B39. Fin d’interdiction dont la nature est indiquée sur le panneau.

## Signaux de fin d’obligation
L'obligation prend fin à la prochaine intersection ou en cas de panneau de fin d'obligation 

B40. Fin de piste ou bande obligatoire pour cycle.
B41. Fin de chemin obligatoire pour piétons.
B42. Fin de chemin obligatoire pour cavaliers.
B43. Fin de vitesse minimale obligatoire.
B44. Fin d’obligation de l’usage des chaînes à neige.
B45. Fin de voie réservée aux véhicules de transport en commun.
B49. Fin d’obligation dont la nature est mentionnée par une inscription sur le panneau.

## Signaux de prescription zonale

B6b1. Entrée d’une zone à stationnement interdit.
B6b2. Entrée d’une zone à stationnement unilatéral à alternance semi-mensuelle.
B6b3. Entrée d’une zone à stationnement de durée limitée.
B6b4. Entrée d’une zone à stationnement payant.
B6b5. Entrée d’une zone à stationnement unilatéral à alternance semi-mensuelle et à durée limitée.
B30. Entrée d’une zone à vitesse limitée à 30 km/h.
B50a. Sortie de zone à stationnement interdit.
B50b. Sortie de zone à stationnement unilatéral à alternance semi-mensuelle.
B50c. Sortie de zone à stationnement de durée limitée avec contrôle par disque.
B50d. Sortie de zone à stationnement payant.
B50e. Sortie de zone à stationnement unilatéral à alternance semi-mensuelle et à durée limitée avec contrôle par disque.
B51. Sortie d’une zone à vitesse limitée à 30 km/h.
B52. Entrée d’une zone de rencontre.
B53. Sortie d’une zone de rencontre.
B54. Entrée d’aire piétonne.
B55. Sortie d’aire piétonne.
B56. Entrée d’une zone de circulation restreinte.
B57. Sortie d’une zone de circulation restreinte.
B58. Entrée d’une zone d’obligation d’équipements en période hivernale.
B59. Sortie d’une zone d’obligation d’équipements en période hivernale.